# أحمد فائز
أحمد فائز (12 فبراير 1988 - ) هو لاعب كريكت ماليزي. شارك مع منتخب ماليزيا الوطني للكريكت.

## وصلات خارجية
- أحمد فائز على موقع إي آس بي آن كريك إنفو (الإنجليزية)